# Monty Patterson
Monty Mark Patterson (Auckland, 1996. december 9. –) új-zélandi válogatott labdarúgó, az Ipswich Town játékosa.
Bekerült a 2013-as U17-es OFC-bajnokságon, a 2013-as U17-es labdarúgó-világbajnokságon, a 2015-ös U20-as labdarúgó-világbajnokságon, a 2016-os OFC-nemzetek kupáján és a 2017-es konföderációs kupán részt vevő keretbe.

## Statisztika
| Válogatott | Szezon   | Mérkőzés | Gól |
| ---------- | -------- | -------- | --- |
| Új-Zéland  | 2016     | 9        | 1   |
| Új-Zéland  | 2017     | 4        | 0   |
| Összesen   | Összesen | 13       | 1   |

## Sikerei, díjai
- Új-Zéland U17
  - U17-es OFC-bajnokság: 2013
- Új-Zéland
  - OFC-nemzetek kupája: 2016